# 山药泥
山药泥是日本及美洲印第安料理中基于山药的产品，以土淮山（细叶野山药）、薯蓣（淮山，家山药）或热带美洲糯薯蓣（ñampi mapuey）的块茎为原料，其中尤以美洲糯薯的泥最为细腻软糯粘度高，呈面团状可直接包制蒸饺，相对而言家山药磨出的日式山药泥则呈液态不成形。在日本常添加出汁、山葵酱、洋葱等调味。山药泥常作为便当的配菜、或者添加到乌冬面、荞麦面中、或配合刺身、豆腐食用。

## 组合
- 山药泥麦饭（日语：麦とろご飯）是在麦饭（日语：麦飯）上添加山药泥制成的食物，常添加出汁、清酒、味醂、酱油、白味噌、鸡蛋的混合酱汁，再加上葱、青海苔一起食用。是静冈县的代表食物。
- 山掛指和山药泥混合制成的食物，常指切成方块的金枪鱼和山药泥混合后的食物。

## 特性
山药泥具有特有的粘性，是由于山药中的粘性物质在磨碎后被释放到细胞外，溶于水后生成的。这些粘性物质一般认为是多糖类和蛋白质，但这种物质的构造和性状尚未得到充分的解释。
山药泥含有大小为100微米左右的草酸钙的针状结晶，接触到皮肤可能会引起瘙痒。。

## 图册

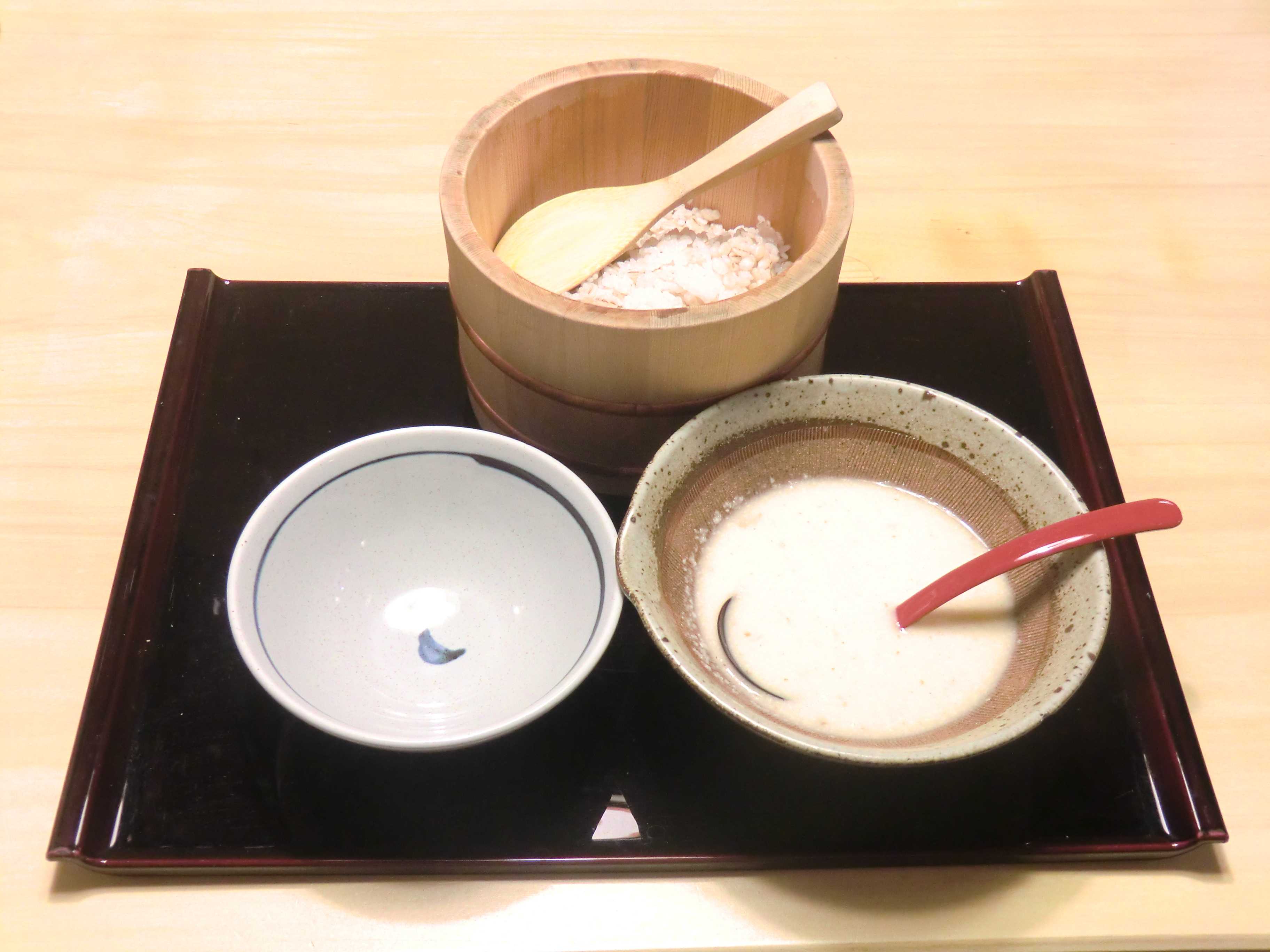
山药泥麦饭
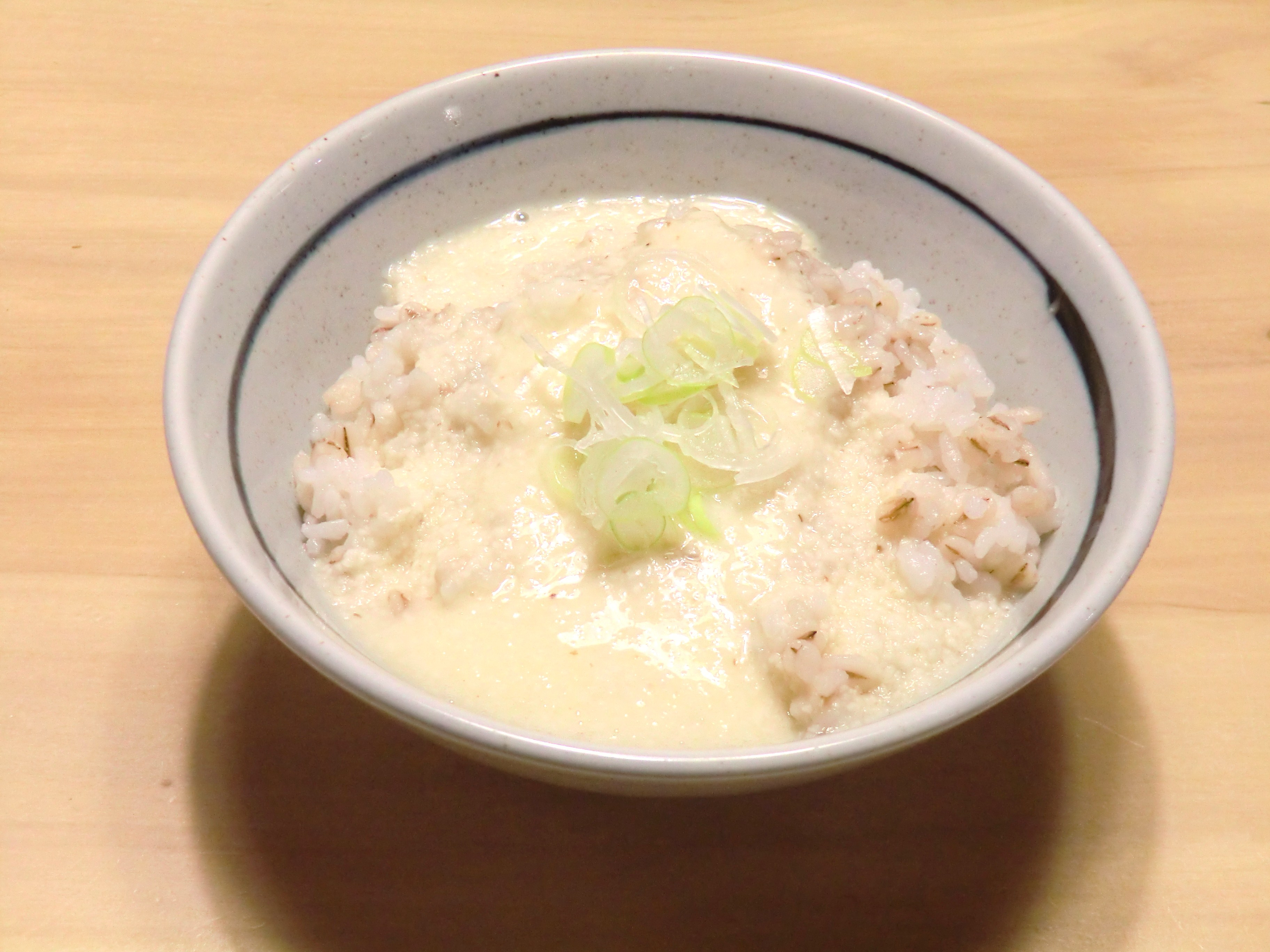
山药泥麦饭
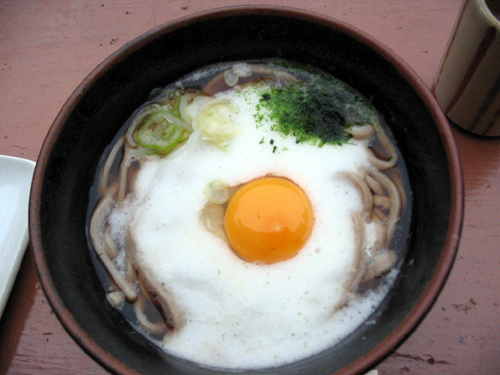
山药泥荞麦面